# 甲本雅裕
甲本 雅裕（こうもと まさひろ、1965年〈昭和40年〉6月26日 - ）は、日本の俳優。岡山県岡山市出身。アルファエージェンシー所属。
ミュージシャンの甲本ヒロトは実兄。

## 経歴
クリーニング店を営む家に生まれる。小学1年生の頃から剣道を始め、その後中学、高校、大学と剣道に明け暮れる日々を送った。
京都産業大学経営学部卒業後、アパレル会社に入社するが、2年で退職し、同学年で高校時代からの友人だった梶原善の誘いを受けて1989年から東京サンシャインボーイズに入団。1994年に充電に入るまで在籍し、ほぼ全作品に出演した。
劇団の活動休止後はテレビドラマや映画に活動の拠点を移す。中間管理職のサラリーマンや暴力団員など様々な人物を等身大に演じ、トップバイプレイヤーとして活躍。また、三谷作品にも常連出演している。
2019年11月21日より島根県ふるさと親善大使「遣島使」を務める。同年11月29日、中国地方先行公開の映画『高津川』（錦織良成監督）で映画初主演。

## 人物

### 学生時代
子供の頃は負けず嫌いな性格で友達と揉めた時に引かない所があった。本人によると、この性格のせいで教師から目をつけられてしまい、身の回りで問題が起きると真っ先に疑われることが多かったという。
小学1年生の頃、野球をやるつもりで申込書を持ち帰り、親に書いてもらって入団したが、間違えて剣道の申込書を渡していたことから剣道を始めることになった。当初1年ぐらい続けたら剣道を辞めるつもりだったが、翌年とある剣道大会で優勝する。地元のテレビ番組で「少年剣士」として取り上げられ、周りの応援もあったことから結局その後も続けることとなった。
中学入学後も剣道に打ち込み、関西高校では国体に出場した後、卒業を機に剣道をやめるつもりだった。しかし進路を決める際、京都産業大学に進学していた剣道部の憧れの先輩から誘われ、悩んだ末に同大学への進学を決めた。入学後は寮生活を送り、過酷な剣道生活だったが全日本学生剣道優勝大会で団体ベスト8の成績を納めた。

### 役者デビュー
大学卒業を前に今度こそ剣道から離れるため、剣道と無縁な大阪市内の婦人服メーカーに就職し生地の管理業務に携わった。それまで趣味として映画を見ていたが、この頃に見方が変わり役者になりたいとの思いが生まれ、その後退職して上京。
当時東京で暮らしていた兄・ヒロトのもとでしばらく居候した後、中華料理屋「珉亭」のバイトを決めて渋谷区笹塚のアパートで一人暮らしを始める。同店で同じくバイトする俳優・梶原善から、所属する東京サンシャインボーイズの稽古場への荷物運びの手伝いを頼まれた。これがきっかけで主宰の三谷幸喜に出会い役者になることを打ち明けた所、翌月の芝居への参加に誘われて入団が決まった。
この時、甲本は演技未経験なため流石に翌月の舞台に立つことには躊躇したが、三谷から「誰でも最初は素人なのが当たり前。舞台の上では経験が10年あろうが初日だろうが関係ないんだから、やりたい気持ちがあればいいんだよ」と言われ、出演を決めた。1989年に下北沢駅前劇場で上演された『天国から北へ3キロ』で役者デビュー。この時は、本番で緊張するばかりで芝居を楽しむ余裕はなかったという。

## その他
甲本ヒロトは実の兄であり、2004年に出演したポッカの「キレートレモン」のCMではザ・ハイロウズがCMソングを担当し、初めての兄弟共演を果たした。2005年の映画『リンダ リンダ リンダ』ではTHE BLUE HEARTSの急造カバーを目指すガールズバンドが所属する軽音楽部顧問として出演。
剣道四段。左利きである。
本人によると、「趣味と言えるか分かりませんが、2000年頃から時々車に乗ってふらりと出かけるのが好きになった」としている。休日などに目的も行き先も決めずに気ままに車を走らせるが、気づくとよく山中湖方面に行くことが多いという。その辺りの温泉に入ると心が洗われて、次の仕事への活力になるとのこと。
思い入れがある映像作品として、初めてのレギュラー出演でその後映画化もされた『踊る大捜査線』を挙げている。

## 出演

### テレビドラマ
- 振り返れば奴がいる 第1話（1993年、フジテレビ） - 救急隊員
- 総務課長戦場を行く!（1994年、フジテレビ）
- この愛に生きて 第1話（1994年、フジテレビ）
- ヘルプ! 第7話（1995年、フジテレビ） - バーテン
- 愛していると言ってくれ第5,6話（1995年、フジテレビ）‐小柴力
- Age,35恋しくて第3話（1996年、フジテレビ）‐英志の部下
- 土曜ワイド劇場（テレビ朝日）
  - 棟居刑事シリーズ（1996年 - 1998年） - 吉本刑事
  - ダイエット三姉妹の旅情事件簿 3 みちのく七時雨山鬼女伝説殺人（1999年2月20日） - 荒木刑事
  - 西村京太郎トラベルミステリーシリーズ
    - 西村京太郎トラベルミステリー 36 能登半島殺人事件（2001年9月29日） - 佐伯義之
    - 西村京太郎トラベルミステリー 44 特急スーパー北斗1号殺人事件（2005年4月23日） - 羽島浩

  - 法医学教室の事件ファイル 16 監察医VS鑑識官（2002年） - 雄一郎
  - 殺人逃亡者の妻（2004年） - 村田
  - ドクVSデカ 2 緑色の炎に焼かれた男と女（2004年） - 小宮山守
  - 事件 12 私、夫を殺しました…（2006年） - 市橋寛之
  - 火災調査官・紅蓮次郎 8 この家じゃない…! 間違えて放火した女?（2008年） - 恩田喜久夫
  - 終着駅シリーズ 新宿着あずさ22号の殺人同乗者!!（2010年7月31日） - 水間
- 花王 愛の劇場 ぽっかぽか3（1996年 - 1997年、TBS） - 漆原茂
- お天気お姉さん2 リョーコPuriPuri（1997年、テレビ朝日） - 代々木沖一
- 踊る大捜査線シリーズ（フジテレビ） - 緒方薫
  - 踊る大捜査線（1997年）
  - 湾岸署婦警物語 初夏の交通安全スペシャル（1998年）
  - 警護官　内田晋三（2007年）
  - 踊る大捜査線 THE LAST TV サラリーマン刑事と最後の難事件（2012年）
- はみだし刑事情熱系シリーズ（テレビ朝日）[3]
  - はみだし刑事情熱系 第2シリーズ 最終回（1997年）
  - はみだし刑事情熱系 第4シリーズ 第12話（1999年） - 犯人
  - はみだし刑事情熱系 第5シリーズ 第8話より（2000年 - 2001年） - 牧刑事
  - はみだし刑事情熱系 第6シリーズ 第1話（2001年） - 牧刑事
  - はみだし刑事情熱系 第7シリーズ 第9話&最終回（2003年） - 牧刑事
- はぐれ刑事純情派第11シリーズ 第10話（1998年、テレビ朝日）
- ひとつ屋根の下2 第8話 （1997年、フジテレビ） - 刑事
- 火曜サスペンス劇場（日本テレビ）
  - 警部補 佃次郎 5 あかね雲（1998年） - 野村
  - 家族の48時間（2000年） - 江口学
  - 検事・霞夕子 16 予期せぬ花束（2000年） - 森野崇也
  - あのひとの髪（2001年5月8日） - 合津芳幸
- いいひと。（1998年、関西テレビ） - 駅伝ランナー
- ソムリエ（1998年、関西テレビ） - 榎本徹
- 大河ドラマ（NHK総合）
  - 元禄繚乱（1999年） - 唐津縫之助
  - 武蔵_MUSASHI（2003年）
  - 新選組!（2004年） - 松原忠司
  - どうする家康（2023年） - 夏目広次 役[10]
- こいまち 第3話（1999年、関西テレビ）
- らせん 第11〜12話 （1999年、フジテレビ）
- 蘇える金狼（1999年、日本テレビ） - 新東和ファイナンス社員・黒木 → 黒木課長
- お水の花道 第10話（1999年、フジテレビ）
- 世にも奇妙な物語 春の特別編 「親切成金」（1999年、フジテレビ）
- ショムニスペシャル第2弾「新春ドラマスペシャル」（2000年1月2日、フジテレビ） - 多田
- 相棒シリーズ（テレビ朝日）
  - 土曜ワイド劇場 pre season 第1話「刑事が警官を殺した?」（2000年6月3日） - 早川純弥
  - season4 第11話「汚れある悪戯」（2006年1月1日） - 畑山哲弥
  - season22
    - 第19話「トレードオフ」（2024年3月6日）- 尾上欣悟
    - 第20話「トレードオフ〜AI右京の完全推理」（2024年3月13日） - 尾上欣悟
- 金田一少年の事件簿 第3話「仏蘭西銀貨殺人事件」（2001年、日本テレビ） - 弓削透
- 私を旅館に連れてって 第5話（2001年、フジテレビ） - 松田
- スタアの恋（2001年、フジテレビ） - 竜崎慎
- 女と愛とミステリー
  - 天使の傷痕（2001年、テレビ東京） - 宮崎刑事
  - 幻の推理作家〜能登殺人行（2003年6月、テレビ東京） - 宗方冬樹
  - 小樽運河殺人案内20時18分の死神（2003年10月19日、BSジャパン） - 鈴木道生
  - 警視庁・樋口警部補2 リオ 水曜日の殺人者（2004年9月12日、テレビ東京） - 梅本玲治
  - 女の中の二つの顔（2004年、テレビ東京） - 平沢東六
- 夫婦漫才（2001年、TBS） - ノブロウ（中山美穂演じるノブコの夫）
- 月曜ミステリー劇場 探偵 左文字進4 殺人ツアーにようこそ（2001年10月15日、TBS） - 江藤巡査
- ごくせん（2002年、日本テレビ） - 岩本康平
- 16週（2002年、フジテレビ） - 山方医師
- 怪談百物語（2002年、フジテレビ） - 弥助
- 恋愛偏差値〜第二章Party （2002年、フジテレビ） - 的場圭介
- 演技者。「蝿取り紙」（2003年、フジテレビ） - 麻倉文雄
- 連続テレビ小説（NHK総合）
  - こころ（2003年） - 日下部俊
  - カーネーション（2011年 - 2012年） - 木之元栄作
  - カムカムエヴリバディ（2021年11月1日 - 25日） - 橘金太[11]
- ブラックジャックによろしく（2003年、TBS） - 久米憲一
- 美女か野獣（2003年、フジテレビ） - 渡辺純
- TRICK3 第1話「密室の謎 言霊で人を操る男」（2003年、テレビ朝日） - 相沢即史
- 光とともに…〜自閉症児を抱えて〜（2004年、日本テレビ） - 管理人
- こちら本池上署 第3シリーズ 第5話「職務質問の女」（2004年、TBS） - 伊佐美浩一郎
- 逮捕しちゃうぞ 第4話（2004年、テレビ朝日） - ゲスト
- エースをねらえ!（2004年、テレビ朝日） - 太田健作
- ドラマ30 虹のかなた（2004年、毎日放送） - 遠藤隆
- 徳川綱吉 イヌと呼ばれた男（2004年、フジテレビ） - 小笠原佐渡守
- 日曜劇場 砂の器（2004年、TBS） - 下田明
- 3年B組金八先生 第7シリーズ（2004年 - 2005年、TBS） - 河合（暴力団）
- 離婚弁護士II 第5話（2005年、フジテレビ） - 夏原健児
- 富豪刑事 第1話 「富豪刑事の囮」（2005年、テレビ朝日） - 幡野鉄也
- 広島 昭和20年8月6日（2005年、TBS） - 被服工場・教官
- 着信アリ 第3話「二つの顔を持つ殺人鬼〜留守電が暴く仮面の正体」（2005年、テレビ朝日） - 警備員 村松
- 恋する日曜日 セカンドシリーズ 第11話「テーブルの片すみで」（2005年6月12日、BS-i、2005年6月12日） - 倉持雅人
- 介護エトワール（2006年、NHK総合） - 馬場松雄
- 新・科捜研の女3 第3話「不自然な溺死！"京の水"殺人事件!!」（2006年、テレビ朝日） - 高瀬広樹
- 弁護士のくず 第8話「名誉毀損!噂の女」（2006年、TBS） - 湯川正純
- PS -羅生門- 警視庁東都署 第6話（2006年、テレビ朝日） - 河辺
- 太閤記〜天下を獲った男・秀吉（2006年、テレビ朝日） - 前田又左衛門
- かあちゃんが来た（2006年1月、NHK総合 ※第29回創作テレビドラマ脚本懸賞公募 最優秀作） - ベトナム人後妻と結婚する山形県農家の男
- 働きマン 最終話（2007年、日本テレビ） - 竹田洋平
- 佐賀のがばいばあちゃん（2007年、フジテレビ） - 中学校の担任
- 水曜ミステリー9 顔のない女〜久留島刑事の報告書より〜（2007年、テレビ東京） - 細川省吾（警部補）
- 愛の流刑地（2007年3月20日・21日、日本テレビ）
- 翼の折れた天使たち 第3夜「サクラ」（2007年、フジテレビ） - 和田正義
- 1リットルの涙〜特別編〜（2007年、フジテレビ）
- ガリレオ（2007年、フジテレビ） - 高野昌明
- ホテリアー（2007年4月 - 6月、テレビ朝日） - エドワード・キクチ（敏腕弁護士）
- 月曜ゴールデン（TBS）
  - 夜の終る時（2007年12月10日）
  - 3月10日東京大空襲 語られなかった33枚の真実（2008年3月10日）
  - シリーズ激動の昭和　総理の密使 〜核密約 42年目の真実〜（2011年2月21日） - 出版社編集者
  - 女タクシードライバーの事件日誌7（2014年9月1日、TBS） - 寺脇崇
- 古畑中学生（2008年、フジテレビ） - 蒲郡
- 7人の女弁護士 第5話（2008年5月8日、テレビ朝日） - 大田原和寛
- その男、副署長〜京都河原町署事件ファイル〜 第9話（2008年8月28日、テレビ朝日） - 菊間貞雄
- 東京少女岡本あずさ 第3話「吾郎を待ちながら」（2008年11月15日、BS-i） - ホスト風の男 矢野
- あるがままの君でいて（2008年11月、TBS）
- 女子大生会計士の事件簿 第10話「つりざお屋はなぜ潰れないのか？」（2008年12月10日、BS-i） - 朝比奈美樹副社長
- 土曜ドラマ リミット〜刑事の現場2（2009年、NHK総合）
- 警官の血（2009年2月7日・8日、テレビ朝日）
- スマイル 第2話 - 11話（2009年4月24日 - 6月26日、TBS） - 北川検察官
- 空飛ぶタイヤ（2009年、WOWOW） - 柚木雅史
- てのひらのメモ（2010年、NHK総合） - 藤（裁判員）
- マジすか学園（2010年、テレビ東京） - 前田芳郎
- ジョーカー 許されざる捜査官 第4話（2010年、フジテレビ） - 皆瀬士郎
- 天使の代理人　Episode4（2010年、フジテレビ）
- ねこタクシー（2010年、テレビ神奈川他） - 沼尻崇
- マークスの山（2010年、WOWOW） - 吾妻哲郎
- 臨場 続章 第6話（2010年5月19日、テレビ朝日） - 木崎
- 警視庁取調官　落としの金七事件簿（2010年5月29日、テレビ朝日） - 陣内
- 霊能力者 小田霧響子の嘘 第2話・最終話（2010年10月17日・12月5日、テレビ朝日） - 土井利幸（飼育員）
- 深夜食堂 第2シリーズ 第13話「あさりの酒蒸し」（2011年、毎日放送） - 永井
- スクール!!　第6話・第7話（2011年、フジテレビ） - 小林宗司
- 金曜プレステージ（フジテレビ）
  - 十津川刑事の肖像 4 第二の標的（2011年） - 古野清司
  - 鬼女（2013年） - 長谷川稔
- チーム・バチスタ3 アリアドネの弾丸（2011年） - 松崎行雄支援の会代表・井野悦郎
- 遺留捜査シリーズ（テレビ朝日）[3] - 村木繁
  - 第1シリーズ（2011年）
  - 第2シリーズ 第1話・第5話・最終話（2012年）
  - 第3シリーズ（2013年）
  - 第4シリーズ（2017年）[12]
  - 第5シリーズ（2018年）[13]
  - 第6シリーズ（2021年）[14]
  - 第7シリーズ（2022年）[15]
  - スペシャル（2023年） - 相良克典[注釈 4][16][17]
- 償い（2012年、NHK BSプレミアム） - 黒崎三郎
- 白戸修の事件簿　第7話（2012年3月9日、TBS） - 黒崎武志
- 37歳で医者になった僕〜研修医純情物語〜（2012年、関西テレビ） - 木島啓一
- ポプラの秋（2012年、関西テレビ）
- だましゑ歌麿II（2012年9月15日、テレビ朝日） - 武蔵屋喜太郎
- マグマ（2012年、WOWOW） - 玉田寛夫
- 七つの会議（2013年、NHK総合） - 三沢逸郎
- 三谷幸喜「大空港2013」（2013年、WOWOW） - 村木繁
- 雲霧仁左衛門（2013年、NHK BSプレミアム） - 岡田甚之助
  - 第2回「子分の破門」（10月11日）
  - 第3回「哀しき妹」（10月18日）
- 泣くな、はらちゃん（2013年、日本テレビ） - 笑いおじさん
- バッケンレコードを超えて（2013年1月27日、北海道文化放送） - 高野コーチ
- ユーコンの友人（2013年2月21日 - 、イマジカBS） - 星野剛[18][19]
- ただいま母さん（2013年2月24日、NHK BSプレミアム） - タカオ
- ドラマスペシャル いねむり先生（2013年9月15日、テレビ朝日） - 刈谷
- 冤罪死刑（2013年11月23日、テレビ朝日） - 栗原稔
- 三匹のおっさん〜正義の味方、見参!!〜シリーズ（テレビ東京） - 清田健児
  - 三匹のおっさん〜正義の味方、見参!!〜（2014年）
  - 三匹のおっさん2〜正義の味方、ふたたび!!〜（2015年）
  - 三匹のおっさん スペシャル〜正義の味方、史上最大、最後の戦い！…かも？〜（新春ドラマ特別企画）（2018年1月2日）
  - 三匹のおっさんリターンズスペシャル（2019年）[20]
- 甲殻不動戦記 ロボサン（2014年、テレビ東京） - 橘教授
- 花咲舞が黙ってない（2014年・2015年、日本テレビ）[3] - 児玉直樹
- リキッド〜鬼の酒 奇跡の蔵〜（2015年、NHK BSプレミアム） - 鈴原洋次
- 誤断（2015年、WOWOW） - 長原紀博
- 出入禁止の女〜事件記者クロガネ〜（2015年1月 - 3月、テレビ朝日） - 胡桃沢洋
- 破裂（2015年、NHK総合）[3] - 厨忠彦
- 鈴木光司 リアルホラー「タクシー」（2015年3月29日、BSフジ） - 三井亮介
- わたしを離さないで（2016年、TBS） - 山崎次郎[21]
- 楽園（2017年1月 - 2月、WOWOW） - 前畑昭二
- 女の中にいる他人（2017年、NHK BSプレミアム） - 黒木康成
- 嘘の戦争（2017年、関西テレビ） - 五十嵐久司
- 絆〜走れ奇跡の子馬〜（2017年、NHK総合） - 佐渡義家
- 犯罪症候群  Season1 第1話 - 第3話（2017年、東海テレビ） - 田村公平
- ガタの国から（2017年7月19日、NHK BSプレミアム） - 大竹新之助
- 京都人の密かな愉しみ Blue 修業中（NHK BSプレミアム） - 玉井利夫
  - 京都人の密かな愉しみ Blue 修業中 送る夏（2017年9月30日）
  - 京都人の密かな愉しみ Blue 修業中 祝う春（2018年4月14日）
  - 京都人の密かな愉しみ Blue 修行中 祇園さんの来はる夏（2019年8月17日）
  - 京都人の密かな愉しみ Blue 修業中 燃える秋（2021年1月30日）
- ユニバーサル広告社〜あなたの人生、売り込みます!〜 第2話（2017年10月27日、テレビ東京） - 鶴田社長[22]
- バイプレイヤーズ（2018年、テレビ東京） - 甲本雅裕（本人） / 光井賢二[23]
- 平成細雪（2018年、NHK BSプレミアム） - 蒔岡辰雄
- 監査役野崎修平（2018年、WOWOW）[24] - 渡辺勝利
- 99.9-刑事専門弁護士- SEASON II （2018年1月14日 - 3月18日、TBS） - 遠藤啓介[25]
- シグナル 長期未解決事件捜査班（2018年4月10日 - 6月12日、関西テレビ・フジテレビ） - 岩田一夫[26]
- 真犯人（2018年9月23日 - 10月21日、WOWOW）[27] - 小此木晴彦
- マンガ飯 凄腕シェフが本気（マジ）で再現（2018年11月3日、中京テレビ） - 主演・田部健二郎[28]
- 下町ロケット 第6話 - （2018年11月18日 - 、TBS） - 戸川譲[29]
- 警視庁捜査資料管理室 (仮)（2018年10月1日 - 2018年12月10日、BSフジ） - 緒方薫 役
- 二つの祖国（2019年3月23日・24日、テレビ東京） - 倉石隆信 役[30]
- ミストレス〜女たちの秘密〜（2019年4月19日 - 6月21日、NHK総合） - 安岡周平 役[31]
- 大阪発ドラマ・愛しのナニワ飯（2019年7月6日、テレビ大阪・テレビ東京） - 主演・田中一郎 役（板野友美とのW主演）[32][33]
- 翔べ!工業高校マーチングバンド部〜泣き虫先生が僕らに教えてくれたこと〜（2020年4月4日、中京テレビ） - 池田澄人 役
- 大江戸もののけ物語（2020年7月17日 - 8月14日、NHK BSプレミアム） - 新海源之進 役
- 働かざる者たち 第3話（2020年9月10日、テレビ東京） - 山中達彦 役
- セイレーンの懺悔（2020年10月18日 - 11月8日、WOWOW） - 東良伸弘 役
- ハルカの光（2021年2月8日 - 3月8日、NHK Eテレ） - 幸本和也 役
- ただ離婚してないだけ（2021年7月8日 - 9月30日、テレビ東京） - 池崎康介 役[34]
- 密告はうたう 警視庁監察ファイル（2021年8月22日 - 、WOWOWプライム） - 梶原武治 役[35]
- オリバーな犬、 (Gosh!!) このヤロウ（NHK総合） -  渡邊 役
  - シーズン1（2021年9月17日 - 10月1日）[36]
  - シーズン2（2022年9月20日 - 10月4日） [37]
- だから殺せなかった（2022年1月9日 - 2月6日、WOWOW） - 牛島正之 役[38]
- 武士とその妻（2022年3月12日、BS-TBS） - 山崎源右衛門 役[39]
- 連続ドラマW 松本清張 眼の壁（2022年6月19日 - 7月17日、WOWOW） - 関野徳一郎 役[40]
- PICU 小児集中治療室（2022年10月10日 - 12月19日、フジテレビ） - 今成良平 役[41]
  - PICU 小児集中治療室 スペシャル 2024（2024年4月13日、フジテレビ）[42]
- 孤独のグルメ Season10 第9話（2022年12月3日、テレビ東京）- 店主 役
- 月曜プレミア8 西村京太郎サスペンス 十津川警部の事件簿「草津・殺しのトライアングル」（2023年2月13日、テレビ東京） - 柿沼孝弘 役
- ブラックポストマン（2023年8月18日 - 9月29日、テレビ東京） - 三倉文雄 役[43]
- 東京タワー（2024年4月20日 - 6月15日、テレビ朝日） - 浅野英雄 役[44]
- 週末旅の極意2〜家族って近くにいて遠いもの〜（2025年1月10日 - 2月28日、テレビ東京） - 山岡義正 役[45]
- リラの花咲くけものみち（2025年2月1日 - 2月15日、NHK総合・NHK BSプレミアム4K） - 能見正也 役[46]
- 花のれん（2025年3月8日、テレビ朝日） - ガマ口 役[47]

### 映画
- 南の島に雪が降る（1995年） - 日沼一等兵 役
- 踊る大捜査線シリーズ - 緒方薫 役
  - 踊る大捜査線 THE MOVIE（1998年）
  - 踊る大捜査線 THE MOVIE 2 レインボーブリッジを封鎖せよ!（2003年）
  - 交渉人 真下正義（2005年）
  - 踊る大捜査線 THE MOVIE3 ヤツらを解放せよ!（2010年）
  - 踊る大捜査線 THE FINAL 新たなる希望（2012年）
  - 室井慎次 敗れざる者 / 室井慎次 生き続ける者（2024年）[48]
- 催眠（1999年） - 警官
- GTO（1999年） - 石山健次 役
- スペーストラベラーズ（1999年） - 清水孝宏（カールヘンドリックス） 役
- クロスファイア（2000年） - 焼香客
- 世にも奇妙な物語 映画の特別編（2000年） - 友田誠一 役
- サトラレ（2001年）
- コンセント CONCENT（2001年） - ビデオ屋の男
- KT（2002年） - 五木寛 役
- 突入せよ! あさま山荘事件（2002年） - 石野巡査 役
- 美しい夏キリシマ（2003年） - 芹沢大尉 役
- 村の写真集（2003年） - 野原正浩 役
- 苺の破片（イチゴノカケラ）（2004年） - メリッサ 役
- ピカ☆☆ンチ LIFE IS HARDだからHAPPY（2004年）
- リンダ リンダ リンダ（2005年） - 小山先生 役
- ミラクルバナナ（2005年） - 外務省面接官
- しあわせなら手をたたこう（2005年） - 御曹司
- メノット（2005年） - 俊彦
- 青いうた〜のど自慢 青春編〜（2006年） - 島田
- バックダンサーズ!（2006年） - 高橋修 役
- 天使の卵（2006年） - マイティー
- 嫌われ松子の一生（2006年） - 売店の男
- 神童（2007年） - 長崎和夫 役
- グミ・チョコレート・パイン（2008年） - 38歳のタクオ 役
- 隠し砦の三悪人 THE LAST PRINCESS（2008年） - 佐川出兵衛 役
- うん、何?（2008年） - 尾崎拓也 役
- 能登の花ヨメ（2008年） - 高倉茂雄 役
- ザ・マジックアワー（2008年） - 太田垣直角 役
- キズモモ。（2008年） - 店長
- しあわせのかおり（2008年） - 植田和義 役
- 20世紀少年 第2章 最後の希望（2009年） - カンナの担任教師
- 鴨川ホルモー（2009年） - 通りすがりの人物
- ぼくとママの黄色い自転車（2009年） - 鈴間誠治 役
- 曲がれ!スプーン（2009年） - ディレクター
- 花のあと（2010年）[3] - 片桐才助 役
- RAILWAYS 49歳で電車の運転士になった男の物語（2010年） - 福島昇 役
- 酔いがさめたら、うちに帰ろう。（2010年） - 山田医師 役
- 島田陽子に逢いたい（2010年） - 五郎
- プリンセス・トヨトミ（2011年） - 大阪府庁幹部職員
- はやぶさ/HAYABUSA（2011年） - 平山孝行 役
- ラーメン侍（2011年） - 的場洋二 役
- 源氏物語 千年の謎（2011年） - 藤原行成 役
- 渾身 KON-SHIN（2013年） - 山本清一 役
- 脳男（2013年） - 空身
- 県庁おもてなし課（2013年） - 下元邦宏 役
- 謎解きはディナーのあとで （2013年） - 松茂準一 役
- トリック劇場版 ラストステージ（2014年1月11日、東宝） - 相沢即史 役（映像出演）
- 忍ジャニ参上! 未来への戦い（2014年） - ヨエモン 役
- 超高速!参勤交代（2014年） - 内藤政樹 役
- エイトレンジャー2（2014年） - 魚住玄 役
- 悼む人（2015年、東映） - 水口店長 役
- でーれーガールズ（2015年） - 網浜ベイビー[49]
- ピラメキ子役恋ものがたり〜子役に憧れるすべての親子のために〜（2015年） - 亀井正春 役
- エヴェレスト 神々の山嶺（2016年） - 井上[50]
- 貞子vs伽椰子（2016年） - 森繁新一 役[51]
- 一週間フレンズ。（2017年） - 藤宮隆之 役
- 3月のライオン（2017年） - 安井学 役
- ママ、ごはんまだ?（2017年） - 肥田精肉店の店主
- ボーダーライン（2017年） - 遠藤 役
- 夜明けまで離さない（2018年） - 茂田秀次 役[52]
- 初恋ロスタイム（2019年）[53]
- 高津川（2019年） - 斉藤学 役※主演[8]
- 浜の朝日の嘘つきどもと（2021年）- 岡本貞雄 役
- 牡丹の花（2022年）- 山口柳 役
- 裸足で鳴らしてみせろ（2022年）- 阿利保 役
- PERFECT DAYS（2023年） - 居酒屋の店主 役[54]
- 運命屋（2024年）[55]
- 港に灯がともる（2025年） - 金子一雄 役[56]
- 金子差入店（2025年5月16日） - 久保木 役[57][58]
- 「桐島です」（2025年7月4日） - 隣の男 役[59]

### 舞台
- 東京サンシャインボーイズ公演
  - 天国から北へ3キロ（1989年、作・演出：三谷幸喜）
  - 彦馬がゆく（1990年初演・1993年再演、作・演出：三谷幸喜）
  - 12人の優しい日本人（1990年初演・1991年再演・2020年再演、作：三谷幸喜）※2020年は無料オンラインリーディング配信
  - ショウ・マスト・ゴー・オン-幕を降ろすな-（1991年、作・演出：三谷幸喜）
  - ラヂオの時間（1993年、作・演出：三谷幸喜）
  - 東京サンシャインボーイズの罠（1994年、作・演出：三谷幸喜）
  - returns（2009年、作・演出：三谷幸喜）
  - 蒙古が襲来（2025年、作・演出：三谷幸喜）[60]
- 信長（2006年、松竹　作：齋藤雅文　演出：西川信廣）
- フールフォアラブ（2007年、パルコ　作：サム・シェパード　演出：行定勲）
- 人間合格（2008年、こまつ座　作：井上ひさし　演出：鵜山仁）
- 異人たちとの夏（2009年、東宝　脚本・演出：鈴木勝秀）
- エディット・ピアフ（2011年、ホリプロ　脚本：藤井清美　演出：源孝志）
- 世界は嘘で出来ている（2014年・2017年、脚本・演出：田村孝裕）
- ADKアーツ　コレクション vol.1　朗読劇「冬の四重奏（カルテット）」◆福島三郎作品 「雪と麦わら帽子」 ◆（2018年）
- 三密回避シチュエーションオムニバス舞台『デジタル本多劇場』「紙、投げてもらえませんか？」（2020年、脚本：有働佳史）
- テーバスランド（2022年、作：セルヒオ・ブランコ　演出：大澤遊）- 劇作家S 役

### テレビアニメ
- 賭博黙示録カイジ（2007年） - 佐原[61]

### バラエティ
- 熱血!平成教育学院（2010年、フジテレビ）
- コントの劇場 〜The Actors' Comedy〜（2013年、NHK BSプレミアム）
- そこまで言って委員会NP（2018年11月25日・2019年3月10日、読売テレビ） - 番組中のVTRで金田一耕助をもじった「近代史耕助」として登場
- ネプリーグ（フジテレビ）
  - 2022年10月10日 俳優チーム
  - 2024年10月14日 室井慎次 敗れざる者チーム

### 配信ドラマ
- PICU〜小児集中治療室〜スピンオフ（2024年4月1日、FOD） - 今成良平 役[62]

### CM
- NTT 「ドコモ携帯FAX」（1994年）
- 大塚製薬 「ファイブミニ」（1998年）
- 日本マクドナルド 「マクドナルド」（1999年）
- JT 「グリーンティ」（2000年）
- UFJつばさ証券 「運用篇」（2002年）
- ポッカ「キレートレモン」（2004年）[3]
- トヨタホーム 「見学篇」（2004年）
- キリンビール
  - 「一番搾り 樽生レクチャー篇」出演（2004年）
  - 「樽生一番搾り（お店の生）篇[リンク切れ]」出演、ナレーション（2004年）
  - 「一番搾り いかしゅうまい篇」ナレーション（2005年）
  - 「一番搾り 加賀太きゅうり篇」ナレーション（2005年）
  - 「選ぼう ニッポンのうまい!プレゼントキャンペーン」ナレーション（2005年）
  - 「一番搾り 明石たこ篇」ナレーション（2005年）
  - 「一番搾り ベェスケのすき焼き篇」ナレーション（2005年）
  - 「一番搾り 鯛の塩釜焼き篇」ナレーション（2006年1月 - 4月）
  - 「一番搾り 静岡おでん篇[リンク切れ]」ナレーション（2006年）
  - 「一番搾り はまぐり篇」ナレーション（2006年）
  - 「一番搾り 宮城かき篇」ナレーション（2006年）
- パナソニック 企業CM「家庭用燃料電池-地球のメッセージ篇」（2005年）
- クボタ松下電工GLASSA 「この屋根の下で篇」（2005年）
- オリエンタルランド 「東京ディズニーリゾート」（2006年）
- ソニー VAIO type-A 「深夜のダイニング篇」夫役（2006年5月29日 - ）
- 東京スター銀行「おまとめローン」（2010年）
- ORIX HOTELS & RESORTS×週末旅の極意2〜家族って近くにいて遠いもの〜 コラボレーションCM（2025年1月[注釈 5] - ）- 山岡義正 役[63]

### ラジオ
- みんなどけぇいきょーん?!（RSKラジオ、1991年 - 1992年） - 木曜パーソナリティー

### その他
- 岡山市「伝説の岡山市[リンク切れ]」市立探偵役（2013年2月 - ）